# 鷲神社 (さいたま市岩槻区末田)
鷲神社（わしじんじゃ）は、埼玉県さいたま市岩槻区の神社。

## 歴史
1557年（弘治3年）に創建された。「華光院」が別当寺であった。華光院は同市同区の金剛院を本寺とする真言宗の寺院であったが、明治初期の神仏分離により、廃寺に追い込まれた。
1873年（明治6年）、近代社格制度に基づく「村社」に列せられ、1907年（明治40年）の神社合祀により、周辺の2社が合祀された。

## 交通アクセス
- 路線バス末田停留所より徒歩3分。